# ジェームズ・ボンドを夢見た男
『ジェームズ・ボンドを夢見た男』（ジェームズ・ボンドをゆめみたおとこ、Fleming: The Man Who Would Be Bond）は、2014年にBBCアメリカで放送されたテレビミニシリーズ。人気スパイ小説シリーズ「007」の生みの親である作家イアン・フレミングの軍隊時代を描いている。全4話が、まず米国で2014年1月29日から、続いて同年2月12日から英国で放送された。俳優ドミニク・クーパーがフレミングを、ララ・パルヴァーがフレミングの恋の相手アン・オニールを演じる。共演はアナベル・ウォーリス、レスリー・マンヴィル、アンナ・チャンセラー、サミュエル・ウェスト、ルパート・エヴァンス、カミーラ・ラザフォード。
日本では2014年5月6日にWOWOWで全4話が一挙放送された。

## ストーリー
イアン・フレミングが1939年に英海軍情報部（NID）に勤務し、スパイとして活動するようになってから、第二次世界大戦の終結直前に引退するまでを中心に、後に妻となる女性アンとの関係や他の女性との恋愛遍歴、母親との確執などを絡めて描く。

## キャスト
※括弧内は日本語吹替
- イアン・フレミング - ドミニク・クーパー（川島得愛）： 良家の次男でプレイボーイ。語学が堪能。
- アン・オニール - ララ・パルヴァー（宮島依里）： 恋愛に奔放な既婚女性。
- ジョン・ゴドフリー提督 - サミュエル・ウェスト（三上市朗）： イアンの上司。
- マンデー二等航海士 - アンナ・チャンセラー（英語版）（藤本喜久子）： ゴドフリーの秘書。
- ピーター・フレミング（英語版） - ルパート・エヴァンス（川本克彦）： イアンの兄。人気冒険作家。
- イヴ・フレミング（英語版） - レスリー・マンヴィル（此島愛子）： イアンの母。
- エズモンド・ロザミア子爵（英語版） - ピップ・トレンス（英語版）： アンの不倫相手。後にアンの2番目の夫に。
- ミュリエル（ムー）・ライト - アナベル・ウォーリス： イアンの恋人の1人。空襲で亡くなる。
- ロエリア・リンゼイ（英語版） - カミーラ・ラザフォード（英語版）： アンの友人。ウェストミンスター公爵夫人。

## エピソード
| 回 | 邦題 原題                        | 演出                   | 脚本                                        | 初放送日      |
| -- | -------------------------------- | ---------------------- | ------------------------------------------- | ------------- |
| 1  | "スパイの資質" "Episode 1"       | マット・ホワイトクロス | ジョン・ブラウンロウ & ドン・マクファーソン | 2014年1月29日 |
| 2  | "愛はすべてを越えて" "Episode 2" | マット・ホワイトクロス | ジョン・ブラウンロウ & ドン・マクファーソン | 2014年2月5日  |
| 3  | "剥奪された許可証" "Episode 3"   | マット・ホワイトクロス | ジョン・ブラウンロウ & ドン・マクファーソン | 2014年2月12日 |
| 4  | "ボンドは永遠に" "Episode 4"     | マット・ホワイトクロス | ジョン・ブラウンロウ & ドン・マクファーソン | 2014年2月19日 |

## 作品の評価
Rotten Tomatoesによれば、批評家の一致した見解は「ドミニク・クーパーはイアン・フレミングをきちんと演じているが、『ジェームズ・ボンドを夢見た男』はその作家に対する新たな見方を提示しておらず、一般的な伝記物のアプローチに甘んじている。」であり、23件の評論のうち高評価は57%にあたる13件で、平均して10点満点中5.84点を得ている。
Metacriticによれば、22件の評論のうち、高評価は10件、賛否混在は11件、低評価は1件で、平均して100点満点中62点を得ている。